# Andrés Amador
Andrés Amador Velásco (ur. 22 listopada 1924 w Sonsonate, zm. 12 września 2013 w San Salvador) – salwadorski strzelec, olimpijczyk.
Wystąpił na Letnich Igrzyskach Olimpijskich 1968, na których pojawił się w jednej konkurencji. Zajął 43. miejsce w skeecie (wśród 52 zawodników). Cztery lata później uplasował się na 47. pozycji (startowało 63 strzelców).

## Wyniki olimpijskie
| Igrzyska | Konkurencja | Wynik       | Miejsce | Źródło |
| -------- | ----------- | ----------- | ------- | ------ |
| IO 1968  | Skeet       | 175 punktów | 43      | [ 2 ]  |
| IO 1972  | Skeet       | 180 punktów | 47      | [ 3 ]  |